# Canyon City (film 1943)
Canyon City ė un film western del 1943 diretto da  Spencer Gordon Bennet.

## Trama
Due affaristi senza scrupoli, Craig Morton e il banchiere Emerson Wheeler, tramano per ottenere il controllo di una diga utilizzata per l'approvvigionamento idrico dagli allevatori e, tramite la banca, riescono a far pignorare le proprietà degli allevatori della zona. Il senatore Gleason cerca di aiutare gli allevatori ma viene assassinato. Terry Reynolds, fingendosi un fuorilegge chiamato Nevada Kid, con l'aiuto della figlia del defunto senatore, cerca di fermare Morton e Wheeler per salvare gli allevatori.